# Огнёв, Леонид Иванович
Леонид Иванович Огнёв — разработчик ядерного оружия, доктор физико-математических наук, лауреат Ленинской премии и Государственной премии СССР, заслуженный деятель науки РФ.

## Биография
Родился 15 февраля 1933 г. в Ишиме, там же учился в средней школе № 1. Окончил Ленинградский военно-механический институт (1956).
Работал в теоретическом отделе КБ-11 (ВНИИЭФ) в должностях от инженера до начальника отдела, последняя должность — главный научный сотрудник теоретического отделения Института теоретической и математической физики РФЯЦ-ВНИИЭФ.
Участник разработки ядерного оружия на всех стадиях. Доктор технических наук.

## Награды и звания
- Лауреат Ленинской премии (1962) и Государственной премии СССР (1987).
- Заслуженный деятель науки РФ (1997).
- Награждён орденами Ленина (1977) и Трудового Красного Знамени (1967), медалью «За трудовое отличие» (1960).

## Сочинения
Все публикации Л. И. Огнева носят закрытый характер.

## Семья
Жена — Алла Ивановна, сын Евгений.